# Плаваща батарея
Плаваща батарея (на английски: floating battery) е специализиран военен артилерийски кораб, плаваща артилеристска платформа (салове или понтони) или, по-рядко, цивилен плавателен съд с поставена на него артилерия.
В други източници се казва че Плаващата батарея, е род канонирска лодка или бомбардирна лодка с голям размер, и тип военен плавателен съд, който се употребява от края на XVIII-то столетие до 1890-те години на XIX-то столетие, и представлява съд с доста здрава конструкция носещ артилерия голям калибър. Като правило, плаващите батареи нямат другите основни качества на военния кораб, преди всичко маневреност и мореходност. Според своето предпредназначение се създават за обстрел или отбрана на сухопътни и морски позиции, понякога за противовъздушна отбрана (ПВО). Въоръжени са с артилерия от различен калибър, на някои плаващи батареи основновното въоръжение е зенитна артилерия. Водоизместимостта на плаващите батареи е различно, от 100 до 2 500 – 3 000 тона. Първите плаващи батареи нямат корабна броня, впоследствие по тях започва да се поставя слаба бронезащита, на по-късните плаващи батареи броневата защита, обратно, е много силна. Като правило, плаващите батареи, обладавайки голяма огнева мощ, имат незначителна скорост на хода, а някои от тях изобщо нямат двигател и могат да се предвижват само на буксир (т.е. са несамоходни). Последващото развитие на идеята за бронираната плаваща батарея стават мониторите и броненосците за брегова отбрана.

## История
За оказване на помощ (поддръжка) при штурма на бреговите укрепления на противника, техния обстрел и поражение, Армейският флот използва канонирски или бомбардирски лодки (съдове, катери). Убеден от опита за ползата от флота, Петър I заповядва в течение на 1697-ма, 1698-ма и 1699-та година, да се построят още 55 кораба и фрегати и 11 бомбардирни съда и брандера.
За предтеча на плаващите батареи може да се смятат използваните от защитниците на Копенхаген дървени салове, с разположени върху тях оръдия, срещу бомбовите кечове на обединения британско-холандско-шведски флот, което е засвидетелствано от Натаниел Уринг през 1700 г. Първите плаващи батареи, като такива, са построени през 1782 г. по време на голямата обсада на Гибралтар, а тяхното изобретяване и използване се приписва на испанския генерал-лейтенант Антонио Барсело.
Специално построена плаваща батарея е Flådebatteri No. 1, проектирана от главния инженер Хенрик Гернер през 1787 г. Тя е дълга 47 метра (154 фута), 13 метра (43 фута) широка и е въоръжена с 24 оръдия и се използва по време на Копенхагенското сражение през 1801 г. под командването на Питер Вилемоеса. Британците ограничено използват плаващи батареи по време на Френската революция и наполеоновите войни, с двете плаващи батареи тип Musquito и Firm, а също така и с някои отделни съдове, такива като HMS Redoutt.
Особено много разновидности на плаващите батареи са разработени през XIX век.
През 1814 г. в САЩ, по проект на Робърт Фултън, е построен „Демологос“, първият в света военен кораб с парен двигател, който се използва като плаваща батарея за защита на залива на Ню Йорк по време на англо-американската война (1812 – 1815).
В периода 1853 – 1856 г. британските и френските военноморски сили доста успешно използват броненосни плаващи батареи като допълнение към дървения парен боен флот по време на Кримската война. Ролята на тези плаващи батареи се състои в това да помогат на небронираните съдове и канонерски лодки да обстрелват бреговите укрепления. Французите използват три плаващи батареи („Девастасион“, „Лев“ и „Тонант“) през 1855 г. против крепостта Кинбурн на Черно море, където те се показват като много ефективни против бреговата отбрана на руснаците, гюлетата на които се оказват напълно безсилни против тяхната 110-мм броня. Флагкапитан адмирал Лайънс отбелязва, описвайки въздействието на руския огън върху френските броненосни батареи, че „бомбите се разбиват в тях, все едно са стъклени“, и че френските батареи са „безупречни“.
Френският вицеадмирал Брюа пише по-късно на френския морски министър Хамелин: „Аз отнасям бързината, с която ние достигнахме победата първо, за сметка на пълното обкръжаване на форта от страна и на сушата, и на морето, и, на второ място, — за сметка на плаващите батареи, които пробиваха огромни дупки в крепостните валове и които, благодарение на великолепния точен прицелен огън, се оказаха способни да разрушават и най-здравите стени. Много може да се очаква от използването на тези грозни военни машини…“
Британците планират да използват своите сили в Балтийско море против Кронщат, което, възможно, оказва влияние върху желанието на руснаците да поискат мир. Въпреки това, Кронщат се счита за най-силно укрепления военноморски арсенал в света на протежение по-голямата част от XIX век, и неговата комбинирана защита постоянно се подобрява, за да съответства на новите технологии. Но когато, в началото на 1856 г., британските бронирани батареи са подготовени срещу Кронщат, руснаците вече имат построени нови мрежи от отдалечени фортове, нови брегови батареи и са поставени заграждения от подводни мини, против които британците не успяват да създадат система за тяхното унищожение под огъня на наземните батареи.
Плаващите батареи широко се използват както от Союза, така и от Конфедерацията по време на Гражданската война в САЩ. Първа е плаващата батарея на Конфедерацията в залива на Чарлстън, която взема активно участие в бомбардировката на форт Самтер през април 1861 г. На свой ред, в течение на цялата война, северняците широко използват плаващи батареи с мортири за неутрализирането на фортовете и бреговите батареи на южняците. В плаващи батареи, също така, са превръщани експерименталните броненосни съдове, които се оказват прекалено огромни или недостатъчно мощни. Те се използваи от двете страни за контрол над реките и крайбрежните водни пътища. В тези води батареите на Гражданската война и даже броненосците, такива като знаменитите монитори, са много уязвими за мините, защитени, на свой ред, от фортовете. В резултат на това обединената отбрана на Чарлстън, Южна Каролина, например, не е преодоляна ио ВМС на Съюза.
В периода 1877 – 1878 г. в Русия, на Черно море, са построени седем несамоходни броненосни плаващи батареи. По своята конструкция всяка представлява дървени понтони, обединени от обща платформа, на която са поставени нарезни оръдия (три единици 152-мм оръдия и две 229-мм оръдия) и две гладкостволни 152-мм „оръдия-каронади“.
За защита от вражеския огън имат челен брониран бруствер с дебелина от 6 дюйма. По бордовете дебелината се колебае от един до два дюйма.
Техния строеж е предизвикан от липсата на Русия в Черно море на военен флот и брегови укрепления, забранени за всички черноморски държави от Парижския трактат от 1856 г. Наличието на подобни плаващи батареи е достатъчно за предотвратяването на нападение от противника срещу отделните охранявани бази и проливи.
Импровизирани плаващи батареи от баржи, на които са поставени оръдия, широко се използваот речните флотилии в периода 1918 – 1922 г. по време на интервенцията и Гражданската война в Русия.

## Примери
По-долу са приведени примери за някои плаващи батареи на ВМФ на Русия:
- „Не тронь меня“[2];
- „Первенец“[2];
- „Кремль“[2][5];
- и други.